# Shannon McCurley
Shannon McCurley (Melbourne, 9 september 1984) is een in Australië geboren voormalig baanwielrenster met de Ierse nationaliteit. Ze reed tijdens de internationale kampioenschappen voor Ierland, het land dat ze in 2012 voor het eerst bezocht.

## Carrière
Ze behaalde in 2019 een tweede plaats op de scratch tijdens de Europese kampioenschappen baanwielrennen. McCurley nam in 2016 namens Ierland deel aan de Olympische Zomerspelen in Rio de Janeiro; ze behaalde hier een 21e plaats op de keirin. Vijf jaar later, in augustus 2021 finishte niet bij de koppelkoers die ze reed samen met Emily Kay tijdens de Olympische Spelen in Tokio. Nadien verscheen McCurley niet meer op het internationale toneel.

## Belangrijkste resultaten
| Jaar        | IK                                | EK                       | WK                        | Overig                                             |
| Als belofte | Als belofte                       | Als belofte              | Als belofte               | Als belofte                                        |
| ----------- | --------------------------------- | ------------------------ | ------------------------- | -------------------------------------------------- |
| 2011        |                                   | scratch                  |                           |                                                    |
| Als elite   |                                   |                          |                           |                                                    |
| 2012        |                                   |                          | 12e scratch               |                                                    |
| 2013        |                                   |                          |                           |                                                    |
| 2014        |                                   | 7e scratch               |                           |                                                    |
| 2015        |                                   |                          |                           |                                                    |
| 2016        |                                   | 10e keirin               | 21e keirin                | Olympische Spelen: 21e keirin                      |
| 2017        |                                   |                          | 24e keirin                |                                                    |
| 2018        |                                   | 7e afvalkoers 8e scratch |                           |                                                    |
| 2019        | keirin · koppelkoers · teamsprint | scratch                  | 9e koppelkoers 12e omnium | Europese Spelen: 5e ploegenachtervolging 8e omnium |
| 2020        |                                   |                          |                           |                                                    |
| 2021        |                                   |                          |                           | Olympische Spelen: DNF koppelkoers                 |